# Apollon Apollonovitch Maïkov
Apollon Apollonovitch Maïkov (en russe Аполлон Аполлонович Майков, né en 1866 et mort vers 1917) était un peintre et écrivain politique russe, cofondateur avec Alexandre Doubrovine de l'Union du peuple russe. Il était le fils du poète Apollon Nikolaïevitch Maïkov (1821-1897).

## Biographie
Il fit adhérer un certain nombre d'artistes, de journalistes et d'intellectuels à son parti qui avait pour but après la guerre russo-japonaise de régénérer l'idée populaire russe et ses traditions ancestrales autour des principes de l'autocratie impériale et de l'Église orthodoxe, mais l'Union ne put éviter une dérive populiste, puis extrémiste, lorsqu'il fut évincé en 1909 par Vladimir Pourichkevitch.
Il cessa ensuite toute participation publique et se détourna de la politique. Il fut assassiné après la Révolution d'Octobre.